# 리처드 트래비스
리처드 찰스 트래비스(Richard Charles Travis, 본명 딕슨 코르넬리우스 새비지; 1884년 4월 6일 – 1918년 7월 25일)는 제1차 세계 대전에서 싸운 뉴질랜드 군인으로, 적과의 교전에서 보여준 용맹에 대해 영연방 군인에게 수여될 수 있는 최고 훈장인 빅토리아 십자훈장(VC)을 사후 수여받았다.
오포티키에서 태어난 트래비스는 농장 인부와 말 조련사로 일했으며, 젊은 시절 21세에 집을 떠나 유랑 생활을 했다. 제1차 세계 대전 발발 후 뉴질랜드 원정군에 자원했으며, 갈리폴리 전역에서 잠시 복무했다. 이후 프랑스로 파견되어 서부 전선 (제1차 세계 대전)의 참호에서 싸웠고, 정찰병 및 저격수로서 명성을 얻었으며 용맹에 대한 훈장을 받았다. 1918년 7월 24일, 그는 대대의 공격에 앞서 "무인지대"로 정찰을 나갔고, 진격하는 병사들의 진행을 늦출 수 있었던 철조망 장애물을 파괴했다. 공격 중에는 진격을 지연시키던 두 개의 무기 진지를 단독으로 처리했다. 그는 다음 날 포격으로 사망했지만, 7월 24일의 공적으로 사후 빅토리아 십자훈장을 받았다.

## 어린 시절
원래 딕슨 코르넬리우스 새비지라고 불렸던 그는 1884년 4월에 태어났다. 그의 아버지 제임스 새비지는 뉴질랜드 무장 경찰대의 전 멤버로 아일랜드섬에서 뉴질랜드로 이주하여 오포티키에서 가까운 오타라에 있는 토지를 경작했다. 그의 어머니 프랜시스(결혼 전 성 오키프)는 원래 호주 시드니 출신이었다. 일곱 자녀 중 가장 나이가 많은 남자아이였던 딕슨 새비지는 오포티키의 학교에 다녔지만, 가족이 그를 농장 일에 투입하기 위해 학교에서 나오게 하면서 4년간의 교육만 마쳤다. 그는 다양한 농업 기술을 습득했지만, 특히 말 조련에 뛰어난 재능을 보여 지역에서 어느 정도 명성을 얻었다.
성급한 새비지는 아버지와의 말다툼 후 21세에 집을 떠나 기즈번 (뉴질랜드)으로 이사했다. 그는 계속해서 농장 인부로 일하며 말 조련사로서의 명성을 더욱 높였다. 현지 여성과의 부적절한 관계 주장 속에서 그는 이사했고, 새 출발을 위해 이름을 리처드 찰스 트래비스로 바꿨다. 1910년, 그는 윈턴 (뉴질랜드)에 정착하여 현지 농부 톰 머레이의 라이얼 부시 근처 농장에서 농장 인부로 일자리를 찾았다. 얼마 후 그와 머레이의 딸 레티는 약혼했지만, 유럽 전쟁으로 인해 그들이 헤어지기 전에는 결혼하지 않았다.

## 제1차 세계 대전

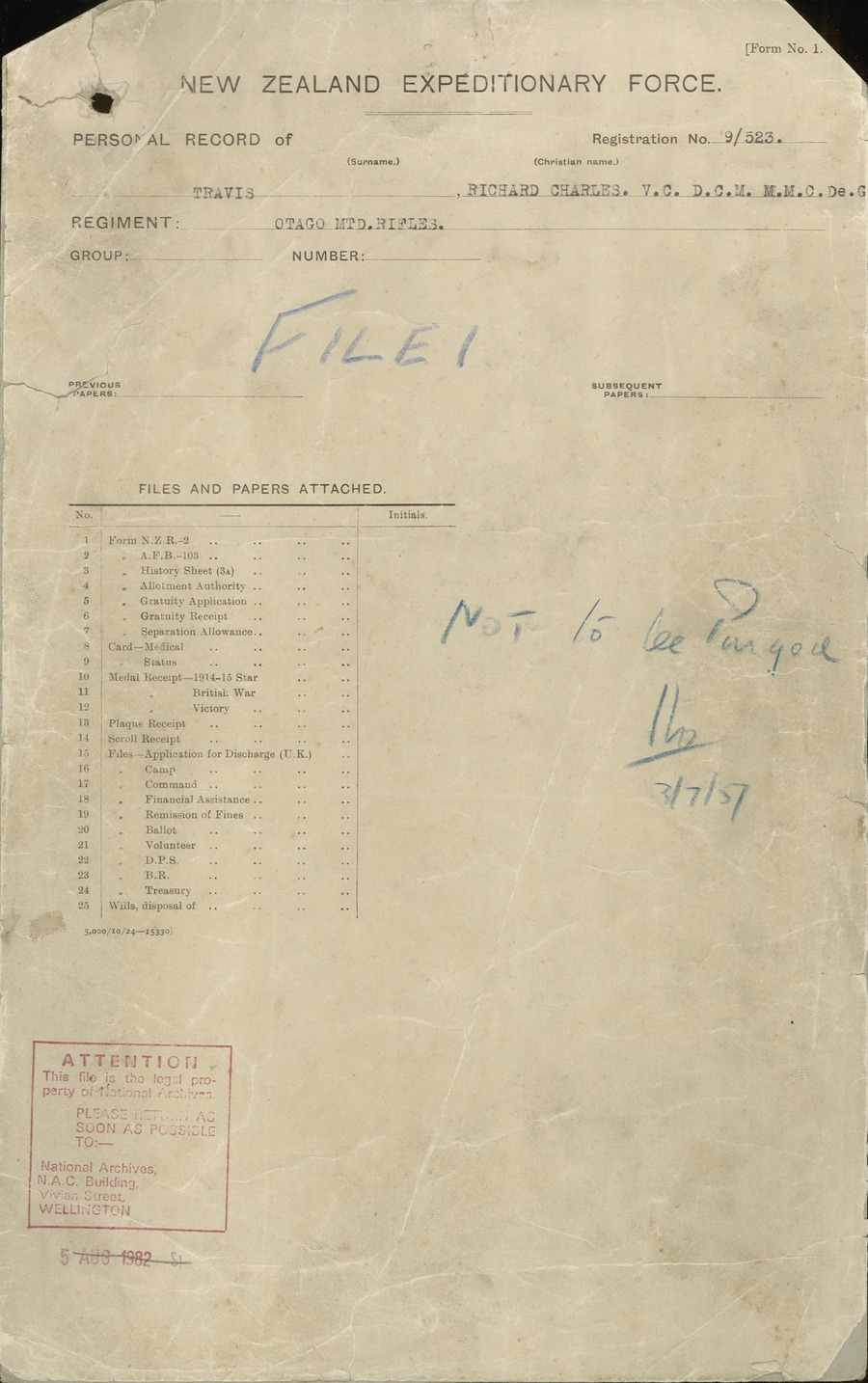
리처드 찰스 트래비스 군인 인사 파일 (1919–1958)

제1차 세계 대전 발발 한 달도 채 안 되어 리처드 트래비스는 오타고 기마소총연대의 한 전대인 제7 (사우스랜드) 기마소총대에 입대하려 했다. 직업을 "말 조련사"로 기재하고 그는 인버카길에서 입대했다. 키 5 피트 6 인치 (1.68 m)에 몸무게 133 파운드 (60 kg), "신선한 혈색, 푸른 눈과 금발"은 그의 군사적 잠재력을 가늠하기 어려웠다. 그는 1914년 8월 20일에 징집되었고, 짧은 기초 군사 훈련 후 트래비스는 뉴질랜드 원정군(NZEF)의 첫 파견대인 "주력 부대"와 함께 뉴질랜드를 떠나 이집트로 향했다.

### 갈리폴리
1914년 12월 중동에 도착한 뉴질랜드군은 이집트 주둔지에서 추가 훈련을 받았고, 1915년 4월 25일 갈리폴리 전역의 일부로 안작 코브 상륙 작전에 참여했다. 오타고 기마소총연대(트래비스의 사우스랜드 전대 포함)는 초기 상륙 작전에 참여하지 않았다. 대신 다음 달에 비승마 증원군으로 파견되었다. 수송 부대의 일원으로서 새로운 말을 조련하는 책임을 맡고 있던 트래비스는 사우스랜드 기마소총전대와 함께 이동할 예정이 아니었다. 대신 그는 이집트에서 말들과 함께 남아있어야 했다. 그럼에도 불구하고, 그는 이전에 문제를 일으켰던 것과 같은 규율에 대한 무시를 보여주며, 전대의 수송선에 몰래 탑승하여 갈리폴리 반도에서 그들과 합류했다.
트래비스의 무단 참가는 곧 발각되어 징계 절차가 이어졌다. 그는 이집트로 송환되어 14일간 감금되었다. 그럼에도 불구하고, 10월에 그는 사리 바이어 전투 후 림노스섬에서 휴식 중인 사우스랜드 전대에 합류할 수 있었고, 1915년 12월 연합군이 철수하기 전 마지막 한 달 동안 갈리폴리 전역에 참가하기 위해 돌아왔다. 안작 코브에서 그는 "무인지대"를 무사히 통과할 수 있는 능력을 가진 훌륭한 군인으로서 명성을 확립했다.

### 서부 전선
갈리폴리에서 철수한 후, 뉴질랜드군은 전쟁부가 미래 배치를 고려하는 동안 이집트로 돌아왔다. 1916년 3월, 말을 조련하다 무릎 부상을 입은 후, 트래비스는 보병으로 전출되어 뉴질랜드 사단 오타고 보병연대 제2대대 제8 (사우스랜드) 중대에 배치되었다. 사단이 유럽 전역으로 이동했을 때, 그는 배를 타고 프랑스로 가서 4월에 도착하여 서부 전선 (제1차 세계 대전)의 참호에서 복무했다. 제2대대가 아르망티에르 근처 전선에 진입한 후, 트래비스는 독일군 진지에 대한 정보를 수집하고 전선 지도를 만드는 데 도움을 주기 위해 밤에 "무인지대"로 정찰 임무를 수행하기 시작했다. 1916년 7월 말까지 그는 야간 순찰과 부상병 구조 작업으로 두 차례 여단 명령에서 표창을 받았다. 그는 또한 부상을 입어 8월 대부분을 병원에서 치료받았다.
1916년 9월, 그는 솜 전투 (1916년) 중 작업 중인 인원을 향해 발포하는 독일군 저격수 두 명을 단독으로 처리했다. 그는 나중에 이 공로로 대영 제국의 두 번째로 높은 용맹 훈장인 Distinguished Conduct Medal(DCM)을 받았으며, 1916년 11월 런던 가제트에 실린 그의 훈장 발령문은 다음과 같았다.
현장에서의 탁월한 용맹을 기려. 그는 혼자 나가서 작업 중인 인원에게 발포하던 적 저격수 몇 명을 처리했다. 그는 이전에도 여러 차례 매우 훌륭한 일을 수행했다.

그 후 제2대대는 겨울 동안 전선을 유지하기 위해 플란데런으로 이동했다. 1916년 남은 기간 동안 그는 계급을 올려 곧 병장에 도달했고, 그 후 독일군 전선을 정찰하고 정보를 얻기 위해 포로를 잡는 임무를 맡은 정예 병사들로 구성된 저격 및 정찰 반의 책임자가 되었다. 그의 반은 적군의 병력과 위치에 대한 중요한 정보를 제공하는 능력으로 빠르게 명성을 얻었다. 그는 지도자로서 복장이나 군사 규범 같은 것에 대해 소홀한 태도를 보였다고 하지만, 그는 수완이 좋았고, 적의 행동 방침에 대한 이해가 깊었으며, 상세한 계획을 선호했다.
1917년 12월 초 트래비스는 영국으로 파견되었는데, 이는 3개월간의 휴가였으나 트래비스는 조기 복귀를 요청하여 1918년 1월 중순 플란데런의 폴리곤 숲 근처 전선에서 자신의 대대에 재합류했다. 얼마 후, 트래비스는 벨기에 정부로부터 크루아 드 게르 (벨기에)를 받았다. 1918년 4월 독일 춘계 공세 동안 트래비스는 부상을 입어 2주 이상 입원 치료를 받아야 했다. 다음 달 말, 그는 "전장에서의 용맹 행위"로 Military Medal(MM)을 받았다.
1918년 7월, 8월에 계획된 연합군의 백일 공세에 앞서 수행된 작전의 일환으로, 오타고 보병연대 제2대대는 에베르테른 북쪽의 로시뇰 숲 주변 작전에 투입되었고, 그곳에는 독일군 전선에 돌출부가 형성되어 있었다. 초기 공격 후 독일군은 진지에서 철수했고, 트래비스는 정찰 부대와 함께 그들의 새로운 위치를 찾아 나섰다. 7월 24일 대대는 공격을 개시할 예정이었다. 출발에 앞서 트래비스는 대낮에 "무인지대"를 가로질러 대대 진격로를 막을 위험이 있던 철조망 장애물을 파괴했다. 나중에 공격이 여러 기관총 진지에서 쏟아지는 집중 사격에 저지되자, 위험을 감지한 트래비스는 혼자서 두 개의 무기 진지로 접근하여 그곳의 병사들을 사살했다.
그는 다음 날 독일군의 포격 속에서 장교와 함께 대대 진지를 시찰하던 중 사망했다. 그의 공적으로 뉴질랜드 사단 내에서 잘 알려져 있었던 그의 죽음은 사기 진작에 영향을 미쳤다. 1918년 7월 26일, 그는 작은 마을 쿠앵 근처의 무덤에 안장되었는데, 이곳은 현재 쿠앵 뉴 브리티시 묘지가 있는 곳이다. 7월 24일 그의 공적으로 그는 1918년 9월 사후 빅토리아 십자훈장(VC)을 받았다. 1856년에 제정된 빅토리아 십자훈장은 대영 제국의 군인에게 수여될 수 있는 최고 훈장이었다. 그의 빅토리아 십자훈장 훈장문은 다음과 같다:
가장 현저한 용맹과 임무에 대한 헌신을 기려. '기습' 작전 중 통과 불가능한 철조망 방벽을 파괴해야 할 필요가 있었다. 병장 트래비스는 개인적인 위험을 무릅쓰고 이 임무에 자원했다. 영점 시각 전, 대낮에 적 진지에 매우 가까이 접근하여 기어가서 폭탄으로 방벽을 성공적으로 파괴하여, 공격 부대가 통과할 수 있게 했다. 몇 분 후, 공격 우측의 폭탄 부대가 두 대의 적 기관총에 의해 저지되어 전체 작전의 성공이 위태로웠다. 이를 인지한 트래비스 병장은 엄청난 용맹과 위험에 대한 완전한 무시로 해당 위치를 급습하여 병사들을 사살하고 총을 탈취했다. 적 장교 한 명과 병사 세 명이 참호 모퉁이에서 즉시 그에게 달려들어 총을 되찾으려 했다. 그는 이 네 명을 단독으로 사살하여, 매우 중요했던 폭탄 부대가 진격할 수 있도록 했다. 작전의 성공은 거의 전적으로 이 용감한 하사관의 영웅적인 행동과 그가 적에게 사상을 입힐 기회를 만들고 활용한 활력 덕분이었다. 그는 적의 반격에 앞서 가장 격렬한 포격 중에 초소를 오가며 병사들을 격려하다 24시간 후에 전사했다.— The London Gazette, No. 30922, 1918년 9월 24일.

## 메달

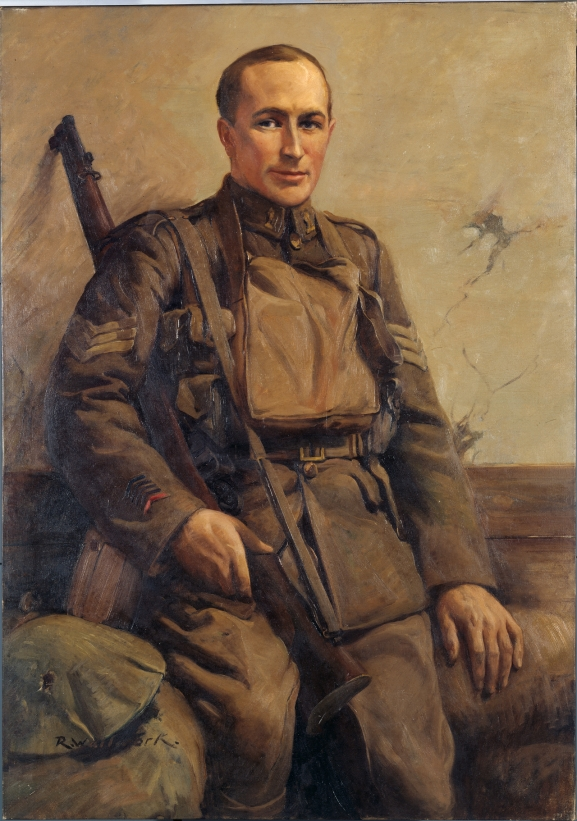
리처드 월워크가 1920년에 그린 트래비스의 사후 초상화

레티 머레이는 1918년 5월 작성된 트래비스의 유언장 수혜자로 지명되었지만, 전쟁 후 가족과의 소원함 때문에 트래비스의 메달 소유권은 논란이 되었다. 결국 그의 메달을 포함한 대부분의 소유물이 레티에게 속한다고 결정되었다. 트래비스의 친한 친구는 일부 개인 소지품이 가족에게 전달되도록 했다. 빅토리아 십자훈장, DCM, MM 및 크루아 드 게르 외에 1914-15 스타, British War Medal 및 빅토리 메달을 포함한 트래비스의 메달은 1965년 갈리폴리 전역 50주년 기념 전시를 위해 로토루아의 Returned Services Association에 대여되었다. 레티는 1974년 사망 후 인버카길의 사우스랜드 박물관에 메달을 기증했다. 이 메달은 2006년 4월 25일부터 2006년 7월 2일까지 대중에게 전시되었다.

## 유산
트래비스는 NZEF 입대 당시 거주하던 라이얼 부시의 기념비와 더니든 (뉴질랜드) 퀸스 가든의 명판으로 기억되고 있다. 그의 복무는 웰링턴의 카로리 라이플 클럽에서 매년 열리는 딕 트래비스 VC 추모 사격 대회로도 기념된다. 그는 또한 리처드 월워크의 그림 주제가 되기도 했다. 또한 린턴 군사 기지의 트래비스 막사와 네이피어의 트래비스 거리는 그의 이름을 따서 명명되었으며, 2011년 뉴질랜드 포스트는 트래비스의 모습이 담긴 60센트짜리 우표를 발행했다.

## 내용주
1. 1 2 3 4 5 6 7 8 9 10 11 12 13 14 15  Fox, Aaron. “Travis, Richard Charles 1884–1918”. 《Dictionary of New Zealand Biography》. 2019년 6월 9일에 원본 문서에서 보존된 문서. 2010년 6월 27일에 확인함.
2. 1 2  Gasson 1966, 15쪽.
3. 1 2 3 4  Gasson, James. 〈Travis, Richard Charles〉. 《Te Ara Encyclopedia of New Zealand, 1966》. 2010년 6월 27일에 확인함.
4. 1 2  Gliddon 2013, 262쪽.
5. ↑  Gasson 1966, 20쪽.
6. ↑  Gasson 1966, 32쪽.
7. ↑  Beaumont 2013, 57–58쪽.
8. ↑  Waite 1919, 78–79쪽.
9. ↑  Gasson 1966, 36쪽.
10. ↑  Gasson 1966, 38쪽.
11. 1 2 3 4 5  Byrne 1921, 318쪽
12. ↑  Gasson 1966, 38–39쪽.
13. ↑  Stewart 1921, 1쪽.
14. ↑  Stewart 1921, 5–6쪽.
15. ↑  Gasson 1966, 48쪽.
16. 1 2 3  Roxburgh, Tracey (2006년 4월 24일). “'Priceless' collection to be shown”. 《The Southland Times》. 7면.
17. ↑  Gasson 1966, 55쪽.
18. ↑  Gasson 1966, 57쪽.
19. ↑  “No. 29837”. 《런던 가제트》 (Supplement). 1916년 11월 24일. 11563쪽.
20. ↑  Gasson 1966, 59쪽.
21. ↑  Gasson 1966, 61쪽.
22. ↑  Gasson 1966, 63–64쪽.
23. ↑  Gasson 1966, 90–92쪽.
24. ↑  “No. 30792”. 《런던 가제트》 (Supplement). 1918년 7월 9일. 8191쪽.
25. ↑  Gasson 1966, 104쪽.
26. ↑  Gasson 1966, 107쪽.
27. ↑  “No. 30897”. 《런던 가제트》 (Supplement). 1918년 9월 10일. 10779쪽.
28. ↑  Byrne 1921, 319쪽
29. ↑  Gasson 1966, 126–127쪽.
30. ↑  Stewart 1921, 405쪽.
31. ↑  “Casualty Details: Travis, Richard Charles”. Commonwealth War Graves Commission. 2010년 6월 27일에 확인함.
32. ↑  O'Shea 2000, 558–559쪽.
33. ↑  “No. 30922”. 《런던 가제트》 (Supplement). 1918년 9월 24일. 11431쪽.
34. 1 2  Harper & Richardson 2007, 158–159쪽.
35. 1 2  Gliddon 2013, 264쪽.
36. ↑  Foden, Blake (2015년 4월 23일). “World War I: Remembering the 'king of no man's land'”. 《The Southland Times》. 2021년 3월 7일에 확인함.
37. ↑  “Painting of Richard Travis”. 《NZ History》. 2021년 3월 5일에 원본 문서에서 보존된 문서. 2021년 3월 7일에 확인함.
38. ↑  Oldfield 2019, Chapter 3: Local Operations Summer 1918.